# Clase Loch
La clase Loch fue una clase de fragatas antisubmarinas, construida para la Marina Real británica y sus aliados durante la Segunda Guerra Mundial y desarrollada a partir de la experiencia de tres años de combate. Los problemas que algunos astilleros tenían para construir barcos de este tamaño llevó a la construcción de las corbetas Castle, lanzadas en la misma época.

## Desarrollo
Las fragatas de esta clase se basaron en la precedente clase River, con mayor eslora y manga para mejorar su comportamiento en navegación; así mismo se planificaron para su construcción mediante secciones remachadas o soldadas en el astillero, para lo que se eliminaron tantas curvas como fue posible.
La capacidad de combate de la clase Loch supuso un gran avance con respecto a sus antecesores, al estar basada en el nuevo mortero antisubmarino Squid, que permitía el lanzamiento de hasta tres cargas de 305 mm. y 180 kg. a una distancia de 550 m., reguladas para hacer explosión a distintas profundidades, creando así una onda de presión convergente. La aparición de esta arma supuso que el barco ya no tenía que pasar sobre la posición teórica del submarino para dejar caer las cargas de profundidad en su cercanía, momento en que el ASDIC, de barrido frontal, perdía el contacto con el blanco dando así al objetivo una posibilidad de evadirse con éxito. El primer ataque con éxito con esta arma lo llevó a cabo la HMS Loch Killin el 31 de julio de 1944 sobre el U-333 (Clase VIIC), falleciendo 45 hombres, la totalidad de la tripulación.
Tal era la efectividad de esta nueva arma que el número de cargas de profundidad se redujo a 15 con una única rampa y dos morteros. De esta manera el alcázar quedó mucho más despejado que en las River, que llevaban 8 morteros y dos rampas y en algunas versiones hasta 150 cargas.
El armamento incluía un cañón de doble uso QF Mk. V de 4 pulgadas (102 mm.). Se corrigió en estos barcos el error de diseño que hubo en la clase River, que montaban en el castillo el cañón de 102 mm. tras el sistema Hedgehog que de esta manera quedaba totalmente expuesto a los golpes de mar; en las Loch se invirtieron las posiciones, colocando los sistemas Squid tras sendas protecciones.
El armamento antiaéreo contaba con 1 montaje cuádruple QF Mk. VII de 40 mm. a popa, 2 montajes dobles motorizados de cañones Oerlikon de 20 mm. en las alas del puente y hasta 8 montajes sencillos Mk. III de la misma arma; los cañones dobles Oerlikon en las HMS Loch Arkaig, HMS Loch Craggie, HMS Loch Eck, HMS Loch Glendhu, HMS Loch Tralaig y en las HMAS Good Hope, HMAS Natal y HMAS Transvaal fueron reemplazados por montajes sencillos de cañones Bofors 40/60 mm.
En lo referente a sensores fueron dotadas con un radar tipo 277, que empleaba ondas centimétricas que permitían la localización de pequeños objetos como el extremo de un periscopio o un esnórquel. Se incorporó también un sistema de radiogoniómetro HF/DF en el tope del mástil lo que hizo que, por el aumento del peso instalado, se utilizara un mástil de tipo celosía en lugar del habitual trípode de otros barcos. Llevaba un sonar tipo 144 para funciones de búsqueda y ataque y otro tipo 147B para búsqueda profunda.
Al igual que en las clases precedentes se emplearon máquinas de barcos mercantes con el fin de acelerar la construcción y se instalaron dos máquinas de triple expansión de cuatro cilindros. Con el fin de estudiar su viabilidad, en las HMS Loch Arkaig y HMS Loch Tralaig se instalaron dos turbinas de vapor de reducción simple Parsons pero no fue posible entregar suficientes equipos para dotar a todos los barcos. Esto supuso un cierta ventaja ya que la mayoría de las tripulaciones estaban constituidas por reservistas y voluntarios procedentes en muchos casos de la marina mercante que conocían mejor aquellas máquinas.

## Servicio
En principio fueron ordenadas 110 unidades de esta clase. De ellas, 28 se completaron como fragatas y entraron en servicio en 1944. Otras dos, las HMS Loch Assynt y HMS Loch Torridon se completaron como buques depósito de las Fuerzas Costeras, cambiando sus nombres a HMS Derby Haven y HMS  Woodbridge Haven y siendo armadas con dos piezas QF Mark XVI de 4 pulgadas (102 mm) en un único montaje en la parte delantera y seis Oerlikon de 20 mm.
Ante la necesidad de buques de defensa antiaérea para las operaciones en el Pacífico, otras 26 unidades fueron modificadas como fragatas antiaéreas y clasificadas como clase Bay; se completaron 19 de ellas, a las que se cambió el nombre original.
De las 28 unidades completadas, tres fueron transferidas a Canadá: las HMS Loch Achanalt, HMS Loch Alvie y HMS Loch Morlich, que conservaron sus nombres y fueron devueltas al Reino Unido tras la guerra. Un cuarto barco, el HMS Loch Fionn, también fue transferido a Canadá pero quedó retenido en Gran Bretaña y transformado en una unidad de la clase Bay.
En 1948, seis buques, incluidos dos del antiguo trío de la Royal Canadian Navy, fueron reacondicionadas desde la reserva y transferidas a Nueva Zelanda. Durante la Guerra de Corea, la Royal Navy reactivó varios buques y los transfirió al Mediterráneo, donde liberó a los destructores de clase CH para tareas de guerra. En 1964, la HMS Loch Insh fue transferida a Malasia.

## Modificaciones
En 1953 se seleccionaron 7 unidades (las HMS Loch Alvie, HMS Loch Fada, HMS Loch Fyne, HMS Loch Insh, HMS Loch Killisport, HMS Loch Lomond y HMS Loch Ruthven) para ser modernizadas. El único cañón de 4 pulgadas fue reemplazado por un montaje doble del mismo calibre pero con un montaje HA/LA (High angle / low angle) Mk. XIX de doble propósito antibuque y antiaéreo mientras el armamento antiaéreo se estandarizaba con un montaje doble Mk, V y cuatro simples Mk. VII para el cañón Bofors de 40 mm. El radar tipo 277 recibió un nuevo conjunto de antenas ANU
La HMS Loch Killisport fue dotada de un escudo de cañón fabricado en GRP (plástico reforzado con vidrio) para probar la idoneidad de este material para el nuevo cañón Mk. 8 de 4,5 pulgadas (114 mm.). La HMS Loch Fada, por su parte, fue utilizada en 1967 para las pruebas iniciales de lanzamiento vertical del nuevo misil Sea Wolf.

## Buques completados
| Programa de 1942    |         |                                              |                                              |                          |                          |                         | |
| Buque               | Numeral | Constructor                                  | Ordenada                                     | Puesta en grada          | Botadura                 | Asignada                | Destino |
| HMS Loch Achanalt   | K424    | Henry Robb Limited, Leith                    | 24 de julio de 1942                          | 14 de septiembre de 1942 | 23 de septiembre de 1943 | 11 de agosto de 1944    | Transferida a la Marina Real Canadiense al finalizar su construcción y devuelta a la Marina Real el 20 de junio de 1945. Transferida a la Marina Real de Nueva Zelanda el 13 de septiembre de 1948 como HMNZS Pukaki. Desguazada en enero de 1966 en Hong Kong |
| HMS Loch Fada       | K390    | John Brown & Company, Clydebank              | 19 de enero de 1943                          | 8 de junio de 1943       | 23 de septiembre de 1943 | 14 de abril de 1944     | Vendida el 21 de mayo de 1970 para desguace en Faslane |
| HMS Loch Dunvegan   | K425    | Charles Hill & Sons, Bristol                 | enero de 1943                                | 29 de septiembre de 1943 | 25 de marzo de 1944      | 30 de junio de 1944     | Desguazada en agosto de 1960 en TW Ward, Briton Ferry |
| HMS Loch Eck        | K422    | Smith's Dock, South Bank (North Yorkshire)   | 25 de enero de 1943                          | 25 de octubre de 1943    | 25 de abril de 1944      | 7 de noviembre de 1944  | Transferida a la Marina Real de Nueva Zelanda el 1 de octubre de 1948 como HMNZS Hawea. Vendida en septiembre de 1965 para desguace en Hong Kong. |
| Programa de 1943    |         |                                              |                                              |                          |                          |                         | |
| HMS Loch Achray     | K426    | Smith's Dock, South Bank (North Yorkshire)   | Smith's Dock, South Bank (North Yorkshire)   | 13 de diciembre de 1943  | 7 de julio de 1944       | 1 de febrero de 1945    | Transferida a la Marina Real de Nueva Zelanda el 28 de septiembre de 1948 como HMNZS Kaniere. Vendida en 1966 para desguace en Hong Kong |
| HMS Loch Alvie      | K428    | Barclay Curle, Glasgow                       | Barclay Curle, Glasgow                       | 31 de agosto de 1943     | 14 de abril de 1944      | 21 de agosto de 1944    | Transferida a la Marina Real Canadiense al finalizar su construcción y devuelta a la Marina Real en 1945. Vendida el 18 de enero de 1965 en Singapur para su desguace                                                                                          |
| HMS Loch Ard        | K602    | Harland & Wolff, Belfast (Irlanda del Norte) | Harland & Wolff, Belfast (Irlanda del Norte) | 20 de enero de 1944      | 2 de agosto de 1944      | 21 de mayo de 1945      | Transferida a la Armada sudafricana al finalizar su construcción como HMAS Transvaal. Hundida como arrecife artificial en False Bay el 3 de agosto de 1978 |
| HMS Loch Arkaig     | K603    | Caledon Shipbuilding                         | Caledon Shipbuilding                         | 1 de noviembre de 1944   | 7 de junio de 1945       | 17 de noviembre de 1945 | |
| HMS Loch Assynt     | K438    | Swan Hunter, Wallsend                        | Swan Hunter, Wallsend                        | 11 de febrero de 1944    | 14 de diciembre de 1944  | 2 de agosto de 1945     | Completada como buque de depósito de las Fuerzas Costeras HMS Derby Haven. Vendido a la Armada iraní julio de 1949 como Babr |
| HMS Loch Boisdale   | K432    | Blyth Dry Dock                               | Blyth Dry Dock                               | 8 de noviembre de 1943   | 23 de mayo de 1944       | 1 de diciembre de 1944  | Transferida a la Armada sudafricana al finalizar su construcción como HMAS Good Hope. Hundida como arrecife artificial en False Bay el 12 de diciembre de 1978                                                                                                 |
| HMS Loch Craggie    | K609    | Harland & Wolff, Belfast (Irlanda del Norte) | Harland & Wolff, Belfast (Irlanda del Norte) | 28 de diciembre de 1943  | 23 de mayo de 1944       | 23 de octubre de 1944   | Vendida el 8 de julio de 1963 para desguace en Lisboa |
| HMS Loch Cree       | K430    | Swan Hunter, Wallsend                        | Swan Hunter, Wallsend                        | 18 de octubre de 1943    | 19 de junio de 1944      | 8 de marzo de 1945      | Transferida a la Armada sudafricana al finalizar su construcción como HMAS Natal. Buque de reconocimiento en 1957. Hundida como objetivo frente al Cabo de la Plata el 19 de septiembre de 1972                                                                |
| HMS Loch Fyne       | K429    | Burntisland Shipbuilding                     | Burntisland Shipbuilding                     | 8 de diciembre de 1943   | 24 de mayo de 1944       | 9 de noviembre de 1944  | Vendida el 7 de julio de 1970 para desguace en Newport |
| HMS Loch Glendhu    | K619    | Burntisland Shipbuilding                     | Burntisland Shipbuilding                     | 29 de mayo de 1944       | 18 de octubre de 1944    | 23 de febrero de 1945   | Desguazada en noviembre de 1957 en Dunston (Lincolnshire) |
| HMS Loch Gorm       | K620    | Harland & Wolff, Belfast (Irlanda del Norte) | Harland & Wolff, Belfast (Irlanda del Norte) | 28 de diciembre de 1943  | 8 de junio de 1944       | 18 de diciembre de 1944 | Vendida en septiembre de 1961, convirtiéndose en el buque mercante Orion |
| HMS Loch Insh       | K433    | Henry Robb Limited, Leith                    | Henry Robb Limited, Leith                    | 17 de noviembre de 1943  | 10 de mayo de 1944       | 20 de octubre de 1944   | Transferida a la Armada de Malasia el 2 de octubre de 1964 como Hang Tuah. Retirada y desguazada en 1977 |
| HMS Loch Katrine    | K625    | Henry Robb Limited, Leith                    | Henry Robb Limited, Leith                    | 31 de diciembre de 1943  | 21 de agosto de 1944     | 29 de diciembre de 1944 | Transferida a la Marina Real de Nueva Zelanda en 1949 como HMNZS Rotoiti. Vendida en noviembre de 1966 para desguace en Hong Kong |
| HMS Loch Killin     | K391    | Burntisland Shipbuilding                     | Burntisland Shipbuilding                     | 22 de junio de 1943      | 29 de noviembre de 1943  | 12 de abril de 1944     | Desguazada en agosto de 1960 en Newport |
| HMS Loch Killisport | K628    | Harland & Wolff, Belfast (Irlanda del Norte) | Harland & Wolff, Belfast (Irlanda del Norte) | 28 de diciembre de 1943  | 6 de julio de 1944       | 9 de julio de 1945      | Vendida el 20 de febrero de 1970 para desguace en Blyth |
| HMS Loch Lomond     | K437    | Caledon Shipbuilding                         | Caledon Shipbuilding                         | 7 de diciembre de 1943   | 19 de junio de 1944      | 16 de noviembre de 1944 | Vendida el 6 de septiembre de 1968 para desguace en Faslane |
| HMS Loch More       | K639    | Caledon Shipbuilding                         | Caledon Shipbuilding                         | 16 de marzo de 1944      | 3 de octubre de 1944     | 24 de febrero de 1945   | Desguazada en agosto de 1963 en Inverkeithing |
| HMS Loch Morlich    | K517    | Swan Hunter, Wallsend                        | Swan Hunter, Wallsend                        | 15 de julio de 1943      | 25 de enero de 1944      | 2 de agosto de 1944     | Transferida a la Marina Real Canadiense al finalizar su construcción, regresó a la Marina Real en 1945. Transferida a la Marina Real de Nueva Zelanda el 11 de abril de 1949 como HMNZS Tutira. Vendida el 15 de diciembre de 1961 para desguace               |
| HMS Loch Quoich     | K434    | Blyth Dry Dock                               | Blyth Dry Dock                               | 3 de diciembre de 1943   | 2 de septiembre de 1944  | 11 de enero de 1945     | Desguazada en noviembre de 1957 en Dunston |
| HMS Loch Ruthven    | K645    | Charles Hill & Sons, Bristol                 | Charles Hill & Sons, Bristol                 | 4 de enero de 1944       | 3 de junio de 1944       | 6 de octubre de 1944    | Desguazado en 1966 en Plymouth |
| HMS Loch Scavaig    | K648    | Charles Hill & Sons, Bristol                 | Charles Hill & Sons, Bristol                 | 31 de marzo de 1944      | 9 de septiembre de 1944  | 22 de diciembre de 1944 | Desguazada en septiembre de 1959 en Génova |
| HMS Loch Shin       | K421    | Swan Hunter, Wallsend                        | Swan Hunter, Wallsend                        | 6 de septiembre de 1943  | 23 de febrero de 1944    | 10 de octubre de 1944   | Transferida a la Marina Real de Nueva Zelanda el 13 de septiembre de 1948 como HMNZS Taupo. Vendida el 15 de diciembre de 1961 para desguace |
| HMS Loch Tarbert    | K431    | Ailsa Shipbuilding, Troon                    | Ailsa Shipbuilding, Troon                    | 30 de noviembre de 1943  | 19 de octubre de 1944    | 22 de febrero de 1945   | Desguazada en septiembre de 1959 en Génova |
| HMS Loch Torridon   | K654    | Swan Hunter, Wallsend                        | Swan Hunter, Wallsend                        |                          | 13 de enero de 1945      | 19 de octubre de 1945   | Completada como buque de depósito de las Fuerzas Costeras HMS Woodbridge Haven. Desguazada en agosto de 1965 en Blyth |
| HMS Loch Tralaig    | K655    | Caledon Shipbuilding                         | Caledon Shipbuilding                         | 26 de junio de 1944      | 12 de febrero de 1945    | 4 de julio de 1945      | Desguazado en agosto de 1963 en Bo'ness |
| HMS Loch Veyatie    | K658    | Ailsa Shipbuilding, Troon                    | Ailsa Shipbuilding, Troon                    | 30 de marzo de 1944      | 8 de octubre de 1945     | 13 de julio de 1946     | Desguazada en agosto de 1965 en Dalmuir |

## Buques cancelados
| Buque              | Numeral | Constructor         |                    | Buque | Numeral             | Constructor |
| HMS Loch Affric    | K601    | Ailsa Shipbuilding  | HMS Loch Sunart    |       | Harland & Wolff     |             |
| HMS Loch Clunie    | K607    | Ailsa Shipbuilding  | HMS Loch Swin      |       | Harland & Wolff     |             |
| HMS Loch Ericht    | K612    | Ailsa Shipbuilding  | HMS Loch Tummell   |       | Harland & Wolff     |             |
| HMS Loch Erisort   | K613    | Barclay Curle       | HMS Loch Vanavie   |       | Harland & Wolff     |             |
| HMS Loch Tanna     | K652    | Blyth Dry Dock      | HMS Loch Nell      | K641  | Henry Robb          |             |
| HMS Loch Urgill    | K656    | Blyth Dry Dock      | HMS Loch Odairn    | K642  | Henry Robb          |             |
| HMS Loch Vennacher | K657    | Blyth Dry Dock      | HMS Loch Kishorn   |       | Henry Robb          |             |
| HMS Loch Watten    | K659    | Blyth Dry Dock      | HMS Loch Harray    | K623  | Smith's Dock        |             |
| HMS Loch Earn      |         | Charles Hill & Sons | HMS Loch Ken       | K626  | Smith's Dock        |             |
| HMS Loch Skerrow   |         | Charles Hill & Sons | HMS Loch Linfern   | K631  | Smith's Dock        |             |
| HMS Loch Garve     | K617    | Hall Russell        | HMS Loch Minnick   | K637  | Smith's Dock        |             |
| HMS Loch Maberry   |         | Hall Russell        | HMS Loch Ossian    | K643  | Smith's Dock        |             |
| HMS Loch Awe       |         | Harland & Wolff     | HMS Loch Doine     |       | Smith's Dock        |             |
| HMS Loch Enoch     |         | Harland & Wolff     | HMS Loch Creran    |       | Smith's Dock        |             |
| HMS Loch Eye       |         | Harland & Wolff     | HMS Loch Glashan   |       | Smith's Dock        |             |
| HMS Loch Eyenort   |         | Harland & Wolff     | HMS Loch Skaig     |       | Smith's Dock        |             |
| HMS Loch Goil      |         | Harland & Wolff     | HMS Loch Stenness  |       | Smith's Dock        |             |
| HMS Loch Hourn     |         | Harland & Wolff     | HMS Loch Griam     | K621  | Swan Hunter         |             |
| HMS Loch Inchard   |         | Harland & Wolff     | HMS Loch Kirbister | K629  | Swan Hunter         |             |
| HMS Loch Kirkaig   |         | Harland & Wolff     | HMS Loch Lyon      | K635  | Swan Hunter         |             |
| HMS Loch Laro      |         | Harland & Wolff     | HMS Loch Linnhe    | K632  | William Pickersgill |             |
| HMS Loch Lurgan    |         | Harland & Wolff     | HMS Loch Ryan      | K646  | William Pickersgill |             |
| HMS Loch Ronald    |         | Harland & Wolff     | HMS Loch Scrivain  | K649  | William Pickersgill |             |
| HMS Loch Sheallah  |         | Harland & Wolff     | HMS Loch Tilt      | K653  | William Pickersgill |             |
| HMS Loch Shiel     |         | Harland & Wolff     | HMS Loch Badcall   |       | William Pickersgill |             |
| HMS Loch Stemster  |         | Harland & Wolff     | HMS Loch Caroy     |       | William Pickersgill |             |
| HMS Loch Striven   |         | Harland & Wolff     | HMS Loch Knochie   |       | William Pickersgill |             |